# Péch Antal

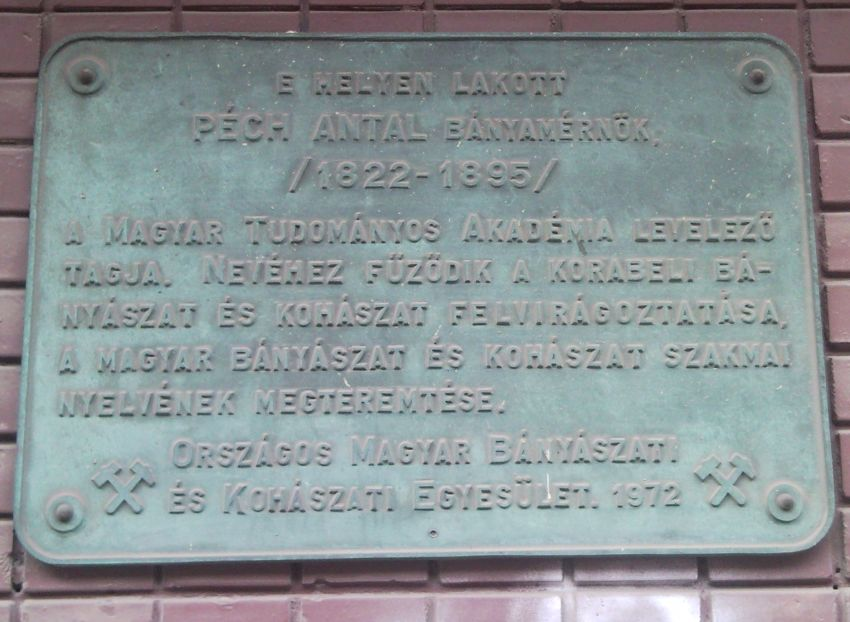
Emléktáblája:
I. kerület Batthyány utca 29..

Péch Antal (Nagyvárad, 1822. június 14. – Selmecbánya, 1895. szeptember 18.) bányamérnök, az MTA tagja. A Bányászati és Kohászati Lapok megalapítója, első kiadója és szerkesztője. Péch József bátyja.

## Származása és iskolái
Édesapja, Péch Antal és édesanyja, Walter Francziska Nagyváradon élték polgári életüket. Iskoláit kezdetben latinul Nagyváradon, később Temesvárott, németül folytatta. A bölcsészeti szakot 1838-ban Nagyváradon fejezte be. Még ebben az évben a selmecbányai Bányászati Akadémiára érkezett, ahol a bányász szakot szorgalmas tanulás után ösztöndíjat elérve, kitűnőre minősített végbizonyítvánnyal 1842-ben fejezte be.

## Munkája a szabadságharc bukásáig
Az Akadémia elvégzése után kincstári szolgálatba lépett. A császári-királyi bányászati kamarában 1842. június 28-án gyakornokká nevezték ki. A hivatali esküt október 6-án tette le és zúzóművekben foglalkoztatták. 1844-ben a selmecbányai Cristina akna és a Gedeon táró vezetésével bízták meg. Még ebben az évben irányítását a Hoffer táróra is kiterjesztették. 1846-ban áthelyezték a Szász-érchegységbe Joachimsthalba (ma: Jahimov) ahol új zúzóművek építését vezette. 1847-ben a királyi kamara bányatisztté nevezte ki és Körmöcbányára (Kremnica) helyezték át. 1848 évben a Pénzügyminisztériumba a bányászati osztályra fogalmazónak osztották be. 1849-ben a magyar kormány utasítására (hazafias hűségének tanújelét adva) élete kockáztatásával Debrecenbe szállíttatta át a körmöcbányai pénzverő gépeit, berendezéseit és készleteit.

## Tevékenysége a kiegyezéséig
A világosi fegyverletételt követően börtönbüntetést nem kapott ugyan, de állását vesztette, ami nagy anyagi veszteséget okozott számára. Csak 1850 közepén tudott elhelyezkedni, meghívták a Töplicz mellett lévő magánbányához igazgatónak. 1851-ben a morvaországi Osztrauban (ma Ostrava) a Klein testvérek tulajdonában lévő szénbányák igazgatását vette át. 1853-ban a honvágy hazahozta Magyarországra, de szakmájának megfelelő állást nem kapott, így a Tisza-szabályozásnál napidíjas mérnökként helyezkedett el, ahol öccsét, Józsefet mérnökként alkalmazták. 1855-ben visszatért Csehországba, ahol megpályázta és elnyerte Schatzal szénbányáinak igazgatói állását. 1858 januárjában a Németországban lévő Ruhr-vidéki Bochum szénbányáinak igazgatójának hívták meg, ahol 1862-ig látta el feladatát. Ebben az évben a Mátrai Bányaegylet igazgatója lett Recsken. 1865-ben gróf Károlyi György tulajdonában Nógrád megye Nemti községében lévő kőszénbányáját bérelte ki.

## Munkája a kiegyezés után
1867-ben a Pénzügyminisztériumba titkárnak, majd 1873-ban ugyanott miniszteri tanácsossá nevezték ki. Részt vett a vajdahunyadi vasgyár kialakításában és a Zsilvölgy szénbányászatának fejlesztésében. Megbízták a selmecbányai II. Józsefről elnevezett táró befejezésének meggyorsításával. Érdemeket szerzett a selmeci fémkohászat központosításában. Munkájával meg tudta akadályozni Úrvölgy bányászatának megszüntetését. Nyugállományba vonulása után 1883-ban megválasztották Selmec- és Bélabánya szabad királyi város országgyűlési követének. A Pallas nagylexikon bányászati rovatának szerkesztője és megírója volt.

## Péch Antal a bányászati szakirodalom megteremtéséért
1867-ben saját anyagi erejére támaszkodva megalapította a Bányászati és Kohászati Lapok című folyóiratot és három évig kiadója is volt Pesten. Ezzel megteremtette az első rendszeresen megjelenő bányászati tudományos kiadványt. Ebben a lapban, mely kezdetben kéthetente, később havonta jelent meg, teret kapott a hazai elméleti szakemberek tanulmányai mellett a gyakorlati szakemberek tapasztalatainak ismertetése is. A lapban aktuális, a bányászattal és kohászattal foglalkozó hazai és a külföld eseményeivel foglalkozó hírek jelentek meg, ismertették a hazai és külföldi találmányokat, új eljárásokat valamint hirdetéseket jelentettek meg. A lap kiadását 1871-ben a Selmeci Magyar Királyi Bányász- és Erdész Akadémia vette át. Tudományos irodalmat megteremtő munkásságáért és egyéni tudományos kutatásáért ami a földkéreg mozgásainak megfigyelésére (geomechanika) irányult a Magyar Tudományos Akadémia 1879-ben levelező tagjává választotta.Az Országos Magyar Bányászati és Kohászati Egyesület alapító és tiszteletbeli tagja volt. 1894-ben javaslatára vezették be a Jó szerencsét köszöntést a bányászatban és kohászatban.
1850-ben Klostergrabban nősült meg, felesége Szájbély Emma volt. Leányai mellett, s a 22 évesen meghalt Gyulán kívül csak egy fia született 1853-ban. Péch Dezső követte apja pályáját, mérnök lett, de az erdészeti vonalon. 1898 és 1901 között a görgényszentimrei erdészeti állomás igazgató-erdőmestere volt.

## Kitüntetései
- 1870-ben Vaskoronarend.
- 1878-ban Selmecbánya díszpolgára.
- 1879-ben Lipótrend lovagkeresztje.
- 1857-ben az MTA Nagyjutalma.
- 1863-ban az MTA Nagyjutalma.

## Kiemelkedő szakirodalmi munkái
- Ércelőkészítés-tana. Selmec. 1869.
- Jelentés a selmeci és diósgyőri kerületeinek állami bányák és kohók állapotáról. Budapest. 1873
- Bányatérképek szerkesztése. Budapest. 1878
- Magyar-Német és Német-Magyar Bányászati műszótár. Budapest. 1879, 1890
- Magyar és német bányászati szótár. Selmeczen. 1879 (MEK)
- A tudományok haladásának befolyása a selmecvidéki bányaművelésre. Budapest. 1881 (REAL-EOD)
- Alsó-Magyarország bányamívelésének története. Selmecbánya-Budapest. 1884-1887 (MEK)
- A selmeczi bányászat múltja, jelene és jövője. Budapest. 1884, 1887
- Magyar és német bányászati szótár.. Selmecz. 1891 (REAL-EOD)